# Yungay (Cile)
Yungay è un comune del Cile della provincia di Diguillín, nella regione di Ñuble. Al censimento del 2002 possedeva una popolazione di 16.814 abitanti.

## Società

### Evoluzione demografica
| Censimento del 1992 | Censimento del 2002 |
| 15.290 ab.          | 16.814 ab.          |